# Topolovgrad
Topolovgrad (bulgariska: Тополовград) är en ort i Bulgarien.   Den ligger i kommunen Obsjtina Topolovgrad och regionen Chaskovo, i den centrala delen av landet, 260 km öster om huvudstaden Sofia. Topolovgrad ligger 328 meter över havet och antalet invånare är 6 464.
Terrängen runt Topolovgrad är platt norrut, men söderut är den kuperad. Runt Topolovgrad är det glesbefolkat, med 20 invånare per kvadratkilometer.. Topolovgrad är det största samhället i trakten.
I omgivningarna runt Topolovgrad växer i huvudsak blandskog.